# Nomada bicellula
Nomada bicellula är en biart som beskrevs av Schwarz 1990. Nomada bicellula ingår i släktet gökbin, och familjen långtungebin. Inga underarter finns listade i Catalogue of Life.